# Катков, Геннадий Александрович
Геннадий Александрович Катков (1942—2022) — советский хозяйственный, государственный и политический деятель.

## Биография
Родился в 1942 году в Партизанске. Член КПСС.
Окончил ДДВИМУ, АОН при ЦК КПСС.
До 1968 — слесарь цеха корпусов, секретарь комитета комсомола, секретарь парткома БАМР.
В 1972—1977 — первый секретарь Приморского крайкома ВЛКСМ.
В 1980—1985 — второй секретарь Находкинского горкома КПСС.
В 1985—1988 — первый секретарь Находкинского горкома КПСС.
В 1988—1990 — секретарь Приморского крайкома КПСС.
В 1990—1997 — генеральный директор Ассоциации делового сотрудничества со странами АТР.
В 1997—2010 — глава рыболовецкого коллективного хозяйства «Восток-1», директор ряда коммерческих структур.
Делегат XXV съезда КПСС.
Умер в 2020 году во Владивостоке.

## Награды
- Орден Знак Почёта